# Sant Hilari Sacalm
Sant Hilari Sacalm és una vila i municipi de la comarca de la Selva. Tradicionalment sempre se li ha dit capital de les Guilleries en tractar-se de la principal població d'aquesta comarca natural. És també anomenada "La Vila de les 100 fonts", ja que en el seu terme municipal hi ha comptabilitzades més d'un centenar de fonts, entre les quals es troba la Font Vella. Una de les seves festes més importants és el Via Crucis Vivent, declarat festa tradicional d'interès nacional.
La seva importància estratègica deriva també de ser cruïlla de camins històrics, entre ells el Camí Ral de Girona a Vic, ben important durant molts de segles.

## Història
Durant la Guerra de Successió Espanyola, un dels signants del Pacte dels Vigatans, que situaria Catalunya al bàndol austriacista, fou Josep Moragues i Mas. Fill de Sant Hilari Sacalm, va dirigir diverses batalles durant el conflicte i eventualment va esdevenir general. Per altra banda el 1714, ja durant la Guerra dels catalans, el sometent de Sant Hilari Sacalm va anar a donar suport al Combat d'Arbúcies. Juntament amb els sometents d'Arbúcies, Espinelves i Viladrau, van aconseguir derrotar una columna borbònica de 800 homes que anava a reforçar el general Feliciano Bracamonte a Vic.
L'any 1937, en plena Guerra Civil espanyola, el nom del municipi es va canviar per Fonts de Sacalm. Amb l'ofensiva contra Catalunya el front va arribar-se a situar al poble i el 5 de febrer de 1939, amb l'excusa d'eliminar possibles concentracions de tropes republicanes per facilitar l'avenç del Corpo Truppe Volontarie (CTV), cinc avions italians Savoia-Marchetti SM.79 van dur a terme el bombardeig de Sant Hilari Sacalm, que va provocar 12 morts.

## Geografia
- Llista de topònims de Sant Hilari Sacalm (Orografia: muntanyes, serres, collades, indrets..; hidrografia: rius, fonts...; edificis: cases, masies, esglésies, etc).

## Demografia
| 1497 f | 1515 f | 1553 f | 1717 | 1787  | 1857  | 1877  | 1887  | 1900  | 1910  |
| ------ | ------ | ------ | ---- | ----- | ----- | ----- | ----- | ----- | ----- |
| 49     | 63     | 58     | 632  | 1.423 | 2.391 | 2.212 | 2.461 | 2.510 | 2.549 |

| 1920  | 1930  | 1940  | 1950  | 1960  | 1970  | 1981  | 1990  | 1992  | 1994  |
| ----- | ----- | ----- | ----- | ----- | ----- | ----- | ----- | ----- | ----- |
| 2.725 | 2.713 | 2.600 | 2.770 | 2.720 | 3.900 | 4.321 | 4.659 | 4.722 | 4.722 |

| 1996  | 1998  | 2000  | 2002  | 2004  | 2006  | 2008  | 2010  | 2012  | 2014  |
| ----- | ----- | ----- | ----- | ----- | ----- | ----- | ----- | ----- | ----- |
| 5.064 | 4.873 | 4.985 | 5.220 | 5.466 | 5.385 | 5.744 | 5.729 | 5.753 | 5.681 |

| 2016  | 2018  | 2020  | 2022  | 2024  | 2026 | 2028 | 2030 | 2032 | 2034 |
| ----- | ----- | ----- | ----- | ----- | ---- | ---- | ---- | ---- | ---- |
| 5.570 | 5.591 | 5.703 | 5.836 | 5.982 | -    | -    | -    | -    | -    |

El 1787 incorpora Santa Margarida de Vellors; el 1857, Montsolí; i el 1900, Querós.

## Economia

Escut no oficial de Sant Hilari Sacalm

Les activitats agrícoles han perdut importància en relació amb les activitats industrials i de serveis. La indústria de torneria d'objectes de record i l'embotellament d'aigua mineral són les dues activitats econòmiques principals. L'atenció dels turistes n'és una altra de gran importància econòmica per al municipi.

## Transports
Actua de centre de comunicacions de la zona de les Guilleries, ja que hi conflueixen les carreteres GE-542, d'Anglès; la GE-551, de Santa Coloma de Farners; la GE-550, d'Arbúcies i la GE-541 fins a Vic. Fins que no es van fer les carreteres modernes, la seva posició era rellevant al Camí Ral que comunicava Vic amb Girona.

## Llocs d'interès
- Església de Sant Hilari, d'origen romànic, però reformada el segle xix.
- Balneari de la Font Picant, d'aigua bicarbonatada i ferruginosa. Conserva una font noucentista i l'antic hotel.
- Taverna de l'Aigua, edifici noucentista de Josep Maria Pericas.
- Antiga parròquia de Santa Maria de Mansolí, del segle xiii.

Hi ha alguns casals singulars:
- Mas Saleta, amb una capella gòtica (segle xvi), convertit en castell. Finca dels Marquesos de Mansolí.
- El Soler, edifici setcentista.
- Casal de Villavecchia.
- Balneari de la Font Vella, edifici d'aigües termals.
- Estadi municipal (Vista Alegre), estadi de futbol.
- Museu Guilleries.[5]
- Oficina de Turisme, Can Rovira.

## Personatges il·lustres
- Josep Moragues i Mas, militar de la Guerra de Successió Espanyola.[6]
- Serrallonga, bandoler llegendari.
- Anton Busquets i Punset, escriptor.
- Salvi Huix i Miralpeix, bisbe d'Eivissa i de Lleida, nascut a la parròquia de Santa Margarida de Vallors.
- Jaumet del flabiol, del seu nom real Jaume Traveries i Riera (1871-1955), primer venedor de l'aigua de Font Vella

## Política
| Candidatura | Candidatura                                  | Cap de llista                 | Vots  | Regidors | % vots |
| ----------- | -------------------------------------------- | ----------------------------- | ----- | -------- | ------ |
|             | Partit Independent de les Guilleries-IdSelva | Joan Ramon Veciana i Martínez | 1.596 | 8        |        |
|             | Esquerra Republicana de Catalunya - AM       | Xavier Prat Punti             | 541   | 3        |        |
|             | Junts per Sant Hilari-JUNTS PER CATALUNYA    | Núria Navarro Pont            | 481   | 2        |        |
|             | Independents per Sant Hilari de Salcam-CP    | Joana Roura Juarez            | 132   | 0        |        |
| Total       | Total                                        |                               |       | 13       |        |

| Candidatura | Candidatura                              | Cap de llista                 | Vots | Regidors | % vots |
| ----------- | ---------------------------------------- | ----------------------------- | ---- | -------- | ------ |
|             | Partit Independent de les Guilleries - E | Joan Ramon Veciana i Martínez |      | 7        | 47.95  |
|             | Convergència i Unió                      | Albert Santaugini Homs        |      | 6        | 45.46  |
|             | Esquerra Republicana de Catalunya - AM   | Joan Garriga                  |      | 0        | 3.64   |
| Total       | Total                                    |                               |      | 13       |        |

| Candidatura | Candidatura                            | Cap de llista                 | Vots | Regidors | % vots |
| ----------- | -------------------------------------- | ----------------------------- | ---- | -------- | ------ |
|             | Convergència i Unió                    | Robert Fauria                 |      | 6        | 46     |
|             | Partit Independent de les Guilleries   | Joan Ramon Veciana i Martínez |      | 4        | 32     |
|             | Esquerra Republicana de Catalunya - AM | Joan Garriga                  |      | 3        | 22     |
| Total       | Total                                  |                               |      | 13       |        |

| Candidatura | Candidatura                                | Cap de llista                 | Vots | Regidors | % vots |
| ----------- | ------------------------------------------ | ----------------------------- | ---- | -------- | ------ |
|             | Convergència i Unió                        | Robert Fauria                 |      | 6        |        |
|             | Esquerra Republicana de Catalunya - AM     | Joan Garriga                  |      | 5        |        |
|             | Partit Independent de les Guilleries - EPM | Joan Ramon Veciana i Martínez |      | 2        |        |
| Total       | Total                                      |                               |      | 13       |        |

## Tradició
Unes de les tradicions més destacades del poble són les del via crucis vivent, que se celebra el Divendres Sant i els actes de celebració entorn de la figura d'en Serrallonga. Els Guillables són la colla de diables de la població. Es van fundar l'any 2002 i estan inscrits a la Federació de Diables i Dimonis de Catalunya. A l'entrada de l'estiu arriba l'Embruix, un esdeveniment cultural que s'inspira en llegendes i en històries de bruixes i bruixots que va sorgir el 2009.